# Château de Rauheneck
Le château de Rauheneck est un château fort en ruine près de Baden, en Basse-Autriche.

## Géographie
Le château se situe sur un contrefort du Hoher Lindkogel (de), sur la rive droite de la Schwechat. Il est bâti au Moyen Âge ainsi que les châteaux de Rauhenstein et de Scharfeneck (de) qui lui font face sur la route de Baden par le Helenental (de) de Heiligenkreuz au Triestingtal (de).

## Architecture
Un pont en bois permet de franchir une douve vers une avant-cour semi-circulaire avec un bergfried triangulaire haut de 25 m. Dans la cour intérieure, protégé par un mur haut de 8 m contre lequel il y avait les cuisines et le cellier, se trouvait un palas (de), à partir duquel on pouvait aller au bergfried. Dans une annexe, datant du XIVe ou du XVe siècle, se trouvaient des bâtiments résidentiels et une chapelle.

## Histoire
Le premier propriétaire serait selon un document probablement de 1130 Hartung von Ruhenekke. La famille des Rauhenecker (aussi appelée après 1200 "Tursen") établit des colonies au XIIe et au XIIIe siècle dans la forêt au pied du château, où un cercle de petits villages s'élève.
En 1384, la lignée des Tursen disparaît, son héritage revient aux Walsee. Par la suite, le château est à plusieurs reprises détruit puis reconstruit et même agrandi.
En 1477, les troupes serbes du roi Matthias Ier de Hongrie prennent d'assaut le château et le détruisent, une nouvelle reconstruction ne se fait pas. Il est de nouveau cassé lorsque les Turcs arrivent en 1529.
La ruine est plus tard acquise par la famille Doblhoff (de) et ouverte à la visite en 1810. En 1961, la ville de Baden fait l'acquisition du mont et de la ruine qu'elle restaure.

## Légende
Selon la légende, le fantôme du constructeur de la tour se promène dans le château. Il ne sera pas délivré tant que du bois du chêne qui a poussé dans les murs du bergfried un berceau dans lequel on tercera un enfant du dimanche (de) ("Sonntagskind") qui deviendra prêtre. L'arbre est tombé après une tempête il y a plus d'un siècle, mais depuis l'esprit continuerait d'errer.

## Source de la traduction
- (de) Cet article est partiellement ou en totalité issu de l’article de Wikipédia en allemand intitulé « Burgruine Rauheneck » (voir la liste des auteurs).